# ون لانشوت کمپن
ون لانشوت کمپن (انگلیسی: Van Lanschot Kempen) شرکت خدمات مالی هلندی است، که در سال ۱۷۳۷ تأسیس شد.